# Star Wars Kid
Pour plus de détails, voir Fiche technique et Distribution.
Star Wars Kid est une vidéo virale réalisée en 2002 par Ghyslain Raza, un adolescent originaire de Trois-Rivières (Québec), dans lequel il imite le personnage de Dark Maul de la saga Star Wars avec un ramasse-balle. N'étant pas destinée à être publique, la vidéo a été distribuée massivement à l'insu de Ghyslain Raza en mai 2003, et il fait l'objet de moqueries et de cyberharcèlement. Ayant un premier temps pris ses distances par rapport à la vidéo, il a depuis affirmé son identité et s'est servi de la vidéo pour parler des effets de l'intimidation et du harcèlement.
Considéré comme la première vidéo virale sur Internet et recevant une attention médiatique sans précédent, Star Wars Kid a fait l'objet de nombreuses parodies et est considéré comme une partie intégrante de la culture populaire des années 2000. La vidéo a également mené à des discussions en ce qui concerne la vie privée et le consentement dans le monde numérique. 

## Séquence vidéo
Le 8 novembre 2002, Ghyslain Raza produit une vidéo où il imite le personnage de Dark Maul de la saga Star Wars, à l'aide d'un ramasse-balle représentant son sabre laser à deux lames. Le jeune homme se filme lui-même dans le studio Denis-Villeneuve du Séminaire Saint-Joseph puis omet, sciemment ou non, de reprendre la vidéocassette, qui reste dans le studio pendant plusieurs mois. En avril 2003, le propriétaire de la cassette récupère celle-ci et découvre l'enregistrement de Ghyslain Raza. Amusé, il partage sa découverte à des amis, puis il compresse la vidéo en format WMV et la distribue via le réseau peer-to-peer de Kazaa sous le nom Jackass_starwars_funny.wmv.
En deux semaines, le fichier est téléchargé à de nombreuses reprises. Une version améliorée de la vidéo est produite, avec l'ajout du thème musical de Star Wars, un titre et le remplacement par infographie du ramasse-balle de Ghyslain par un sabre laser (comprenant les effets visuels et sonores similaires au film). Selon le site Waxy.org, cette version est l'œuvre de Bryan Dubé, un employé de Raven Software. Plusieurs sites Internet dédiés aux jeux, à la technologie et à Star Wars hébergent la vidéo, ce qui propulse sa distribution à une plus grande échelle. S'ensuivent un bon nombre d'autres versions, incluant des pistes sonores modifiées, d'autres effets visuels et une combinaison d'autres séquences vidéo connues et scènes de films, servant à des fins humoristiques.
Raza avoue être très embarrassé par la diffusion contre son gré de cette vidéo. La situation soulève des questions relatives à la vie privée et rencontre une forte couverture médiatique mondiale, notamment dans le New York Times, aux journaux télévisés CBS News et BBC News, et au Québec dans les quotidiens La Presse et Le Nouvelliste sous la plume de Nicolas Ritoux.
Des internautes ayant pitié de l'embarras de Ghyslain Raza lancent une pétition sur Internet. On y demande, pour consoler l'adolescent, que Ghyslain Raza fasse une brève apparition dans le dernier chapitre de la seconde trilogie, Star Wars, épisode III : La Revanche des Sith. La pétition reçoit plus de 148 000 signatures. Bien que George Lucas sympathise avec la cause du jeune homme, le projet reste lettre morte.
Alors que la vidéo connait le sommet de sa popularité, deux blogueurs lancent une levée de fonds pour offrir un iPod à Ghyslain Raza. En moins de deux semaines, ils amassent plus de 3 250 USD. Ils lui envoient l'iPod promis (32 Go) et une valeur de 2 600 USD en chèque-cadeau.
En 2022, un documentaire réalisé par Mathieu Fournier intitulé : Dans l’ombre du Star Wars Kid présente des entrevues avec Ghyslain Raza et le blogueur américain Andy Baio.

## Poursuite judiciaire
En juillet 2003, la famille Raza dépose une plainte en dommages-intérêts de l'ordre de 350 000 CAD devant la Cour supérieure du Québec contre les familles de ses collègues de classe qui auraient délibérément diffusé la vidéo sur Internet, sans le consentement de Ghyslain Raza. La famille y allègue que Ghyslain Raza a souffert de harcèlement et de mépris autant par ses camarades de classe que par le public en général à cause de cette vidéo. Selon la poursuite, des registres de sessions de messagerie instantanée entre les accusés démontrent une absence de remords. Le chroniqueur techno Bruno Guglielminetti de Radio-Canada réalise une entrevue à l'époque, avec l'avocat de la famille Raza (François Vigeant). La plainte est réglée hors-cour en avril 2006.

## Documentaire
2022 : Dans l'ombre du Star Wars Kid de Mathieu Fournier

## Référence dans les médias
- Cité dans l'épisode 20 de la première saison de Veronica Mars
- Apparition dans Tony Hawk's Underground 2
- Parodié dans le clip musical de la chanson White and Nerdy de Weird Al Yankovic
- Parodié dans un épisode de la série animée Les Griffin (Family Guy!).
- Parodié dans un épisode de la série animée American Dad! (épisode 10 de la saison 1)
- Parodié dans un épisode de la série animée Et Dieu créa... Laflaque.
- Parodié dans un épisode de la série Ned ou Comment survivre aux études. (épisode 3 de la saison 2)
- Apparition dans le quatrième épisode de la saison 12 Canada en grève (en VO : Canada on Strike) de la série animée South Park.
- Parodié dans un épisode d’Arrested Development (épisode 14 de la saison 2).
- Apparition dans un épisode de NCIS : Enquêtes spéciales
- Parodié dans le clip musical de la chanson Pork and Beans de Weezer
- Parodie dans le film Tusk de Kevin Smith
- Apparition dans la vidéo Internet de l'époque de Norman Thavaud sur Youtube
- La bande dessinée Starkid, de Le Fab, Gwen et Bounty, a pour héros un personnage nommé Joclyn, vraisemblablement inspiré de Ghyslain Raza[6].
- Cité dans l'épisode 23 de la 9e saison de The Office